# Alan Cotter
Alan Cotter (24 de noviembre de 1956) es un deportista neozelandés que compitió en remo como timonel. Ganó dos medallas en el Campeonato Mundial de Remo, bronce en 1978 y plata en 1979.

## Palmarés internacional
| Campeonato Mundial | Campeonato Mundial        | Campeonato Mundial | Campeonato Mundial |
| Año                | Lugar                     | Medalla            | Prueba             |
| ------------------ | ------------------------- | ------------------ | ------------------ |
| 1978               | Cambridge (Nueva Zelanda) | Medalla de bronce  | Ocho con timonel   |
| 1979               | Bled (Yugoslavia)         | Medalla de plata   | Ocho con timonel   |